# Strażnica Łutowiec

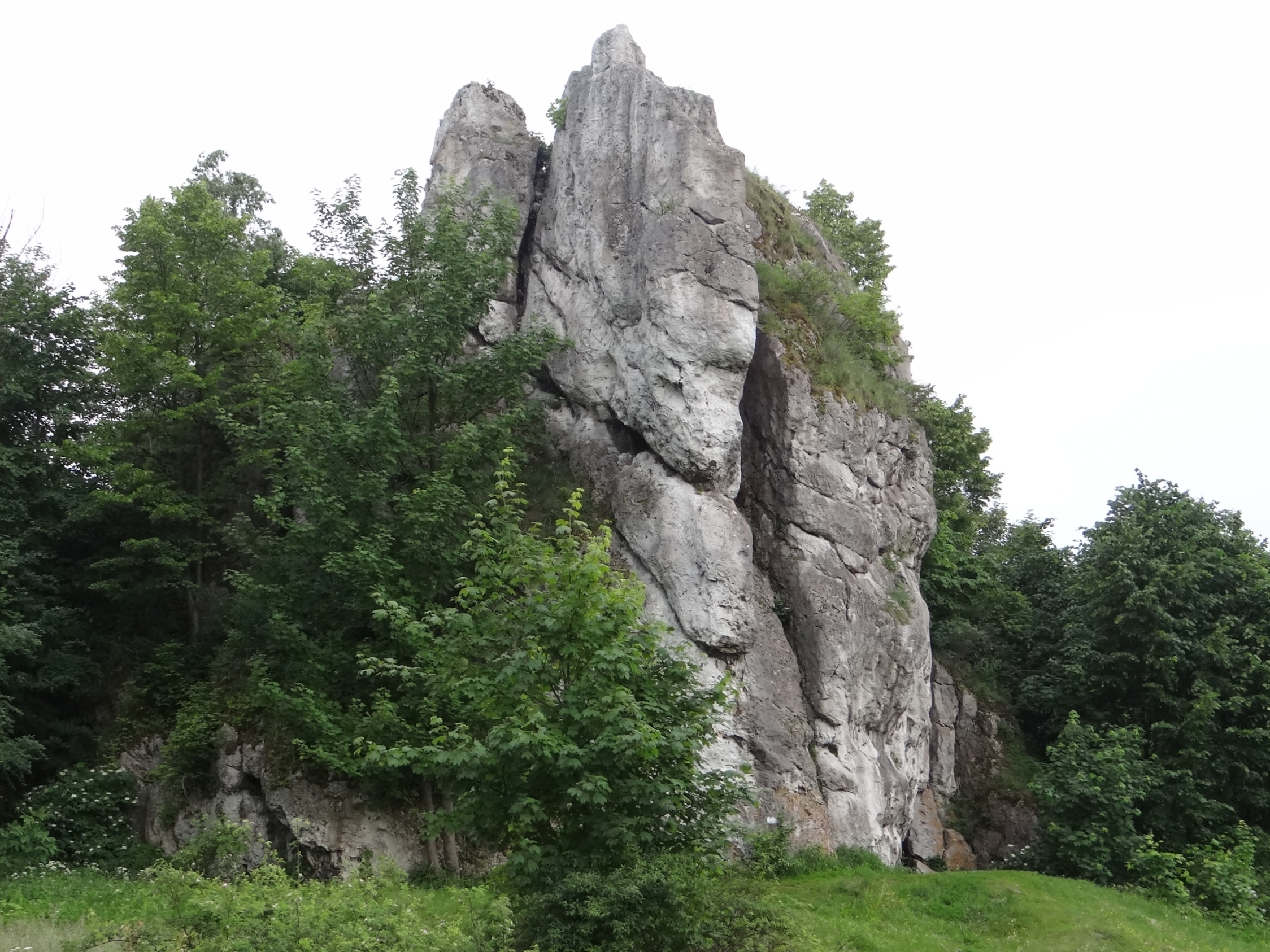
Zamkowa

Strażnica Łutowiec – nieistniejąca strażnica we wsi Łutowiec w województwie śląskim, w powiecie myszkowskim, w gminie Niegowa. Zbudowano ją na szczycie skały Zamkowej po północnej stronie obecnych zabudowań wsi. 
Po strażnicy pozostał tylko odcinek muru o grubości 0,6 metra i długości 4,5 m. Bardzo skromne pozostałości nie pozwalają na określenie jej wielkości i planu. Nie wiadomo też, kto ją wybudował, nie zachowały się bowiem żadne pisane dokumenty o strażnicy. Bohdan Guerquin uważa, że uzupełniała ona system Orlich Gniazd – średniowiecznych zamków, niegdyś strzegących zachodniej granicy Królestwa Polskiego na Wyżynie Krakowsko-Częstochowskiej, a wybudowana została w okresie panowania Kazimierza Wielkiego. Istnieją jednak hipotezy, że powstała później, a wybudował ją Władysław Opolczyk w latach 70-80 XIV wieku. Przypuszcza się, że uległa ruinie na przełomie XV i XVI wieku. 
Na szczycie skały znajdowała się wieża obronna. Strażnica była niewielka, ale ukształtowanie terenu wokół niej wskazuje, że prawdopodobnie u podnóża skały Zamkowej znajdowały się pomocnicze pomieszczenia chronione wałem i fosą.